# Interstate 25
Interstate 25 (I-25), também conhecida como Pan-American Freeway, é uma importante rodovia interestadual no oeste dos Estados Unidos. É principalmente uma rodovia norte-sul, servindo como a principal rota através do Novo México, Colorado e Wyoming. A I-25 se estende da I-10 em Las Cruces, Novo México (aproximadamente 40 km [25 milhas] ao norte de El Paso, Texas) até a I-90 em Buffalo, Wyoming (aproximadamente 97 km [60 milhas] ao sul do limite entre Montana e Wyoming). Ela passa por Albuquerque, Novo México, ou próximo a ela; Pueblo, Colorado; Colorado Springs, Colorado; Denver, Colorado; Fort Collins, Colorado; e Cheyenne, Wyoming. O corredor da I-25 é principalmente rural, especialmente em Wyoming, excluindo a área metropolitana de Albuquerque e a Front Range Urban Corridor de Pueblo a Cheyenne.
A parte da I-25 no Colorado passa logo a leste da Front Range das Montanhas Rochosas. Esse trecho foi envolvido em uma reforma de grande escala denominada Transportation Expansion Project (T-REX) em Denver e a Colorado Springs Metropolitan Interstate Expansion (COSMIX). Esses projetos, e outros no Novo México, foram necessários porque esses trechos da I-25 foram originalmente projetados e construídos de forma inadequada (o pavimento estava se deteriorando rapidamente) e também porque as áreas urbanas, como Albuquerque, Colorado Springs e Denver, triplicaram e quadruplicaram sua população muito antes do que se previa nas décadas de 1950 e 1960. As principais obras rodoviárias do projeto T-REX terminaram em 22 de agosto de 2006. O projeto COSMIX foi concluído em dezembro de 2007. Vários outros projetos menores de melhoria da I-25 ainda estão em andamento no Novo México e no Colorado.